# Je pense à vous (film, 1992)
Pour plus de détails, voir Fiche technique et Distribution.
Pour les articles homonymes, voir Je pense à vous.
Je pense à vous est un film belge réalisé par les frères Dardenne, sorti en 1992.

## Synopsis
Un couple, Fabrice et Céline, qui ont un fils, sont contents. Elle enseigne l'anglais et lui est très heureux dans son métier, métallurgiste en acier. Après avoir perdu son travail à cause du mensonge d'un politicien, Fabrice est toujours de mauvaise humeur. Pessimiste et changé, il est devenu froid envers sa femme et n’arrive pas à reprendre le dessus. Quand il disparaît, Céline part à sa recherche pour réunir sa famille et croit, avec espoir, retrouver l’homme qu’elle aimait et qu’elle aime toujours. Fabrice, plein de désespoir, voyage beaucoup, sans but, et ne s’affiche pas. Finalement Céline retrouve Fabrice avec une autre femme. Elle montre sa déception et repart sans rien dire. Pour Fabrice c’est la révélation. Il aime sa famille. Il décide  de retourner dans sa ville d’origine où son fils participe à un défilé et voit sa femme qui regarde leur enfant. Quand elle voit son fils reconnaitre son père dans la foule, elle comprend que la famille est sauvée ! Ils s’embrassent et c’est la fin.

## Fiche technique
- Titre : Je pense à vous
- Réalisation : Jean-Pierre et Luc Dardenne
- Scénario : Jean-Pierre et Luc Dardenne, Jean Gruault
- Monteur : Ludo Troch et Denise Vindevogel
- Musique : Wim Mertens
- Pays d'origine :  Belgique
- Format : Couleurs - 1,66:1 - Dolby - 35 mm
- Genre : Drame
- Durée : 95 minutes
- Date de sortie : 1992

## Distribution
- Robin Renucci : Fabrice
- Fabienne Babe : Céline
- Tolsty : Marek
- Gil Lagay : Renzo
- Pietro Pizzuti : Laurent
- Angélique Astgen
- Suzanne Colin
- Claude Étienne
- Patrick Goossens
- Vincent Grass
- Pier Paquette
- Serge Péharpré : un syndicaliste
- Stéphane Pondeville
- Nathalie Uffner
- Éric De Staercke

## Commentaire
Luc Dardenne a écrit que le film montre l'ouvrier comme « un homme seul, le membre d'une espèce en voie de disparition ». 
Dans une interview, Luc Dardenne raconte la genèse du film ainsi que la réception : « Nous étions d’autant plus angoissés que pour la première fois on avait un gros budget, 80 millions de francs belges. Jamais nous ne parvînmes à maîtriser le film. C’était en 1991. Notre première incursion dans le film de fiction fut donc un échec cuisant. On n’avait pas trouvé le moyen de mettre en scène le scénario, et pourtant les acteurs étaient très bons en soi. Leur qualité n’était pas en cause. Quand le film passa en salle, ce fut un échec : douze mille entrées à peine, et quelques festivals… »
Le film est un échec critique et public, les Dardenne en renient une grande partie,.

## Récompenses
- Meilleure actrice pour Fabienne Babe au Festival international du film francophone de Namur